# Hoplitis mucida
Hoplitis mucida là một loài Hymenoptera trong họ Megachilidae. Loài này được Dours mô tả khoa học năm 1873.